# Estratigrafia

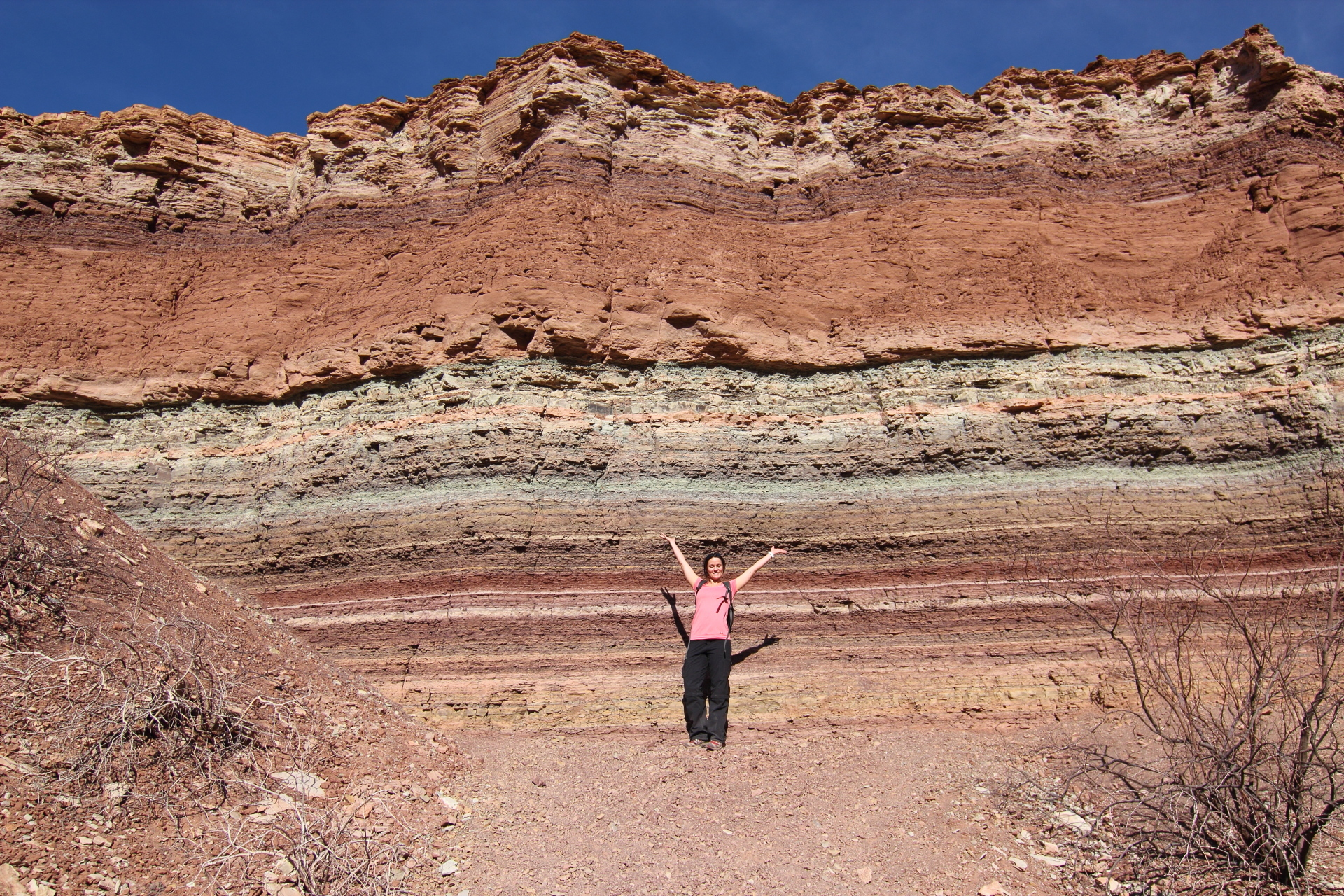
Estrats a Salta (Argentina)

L'estratigrafia és la branca de la geologia que estudia i interpreta les roques sedimentàries estratificades, i de la identificació, descripció, seqüència, tant vertical com horitzontal; cartografia i correlació de les unitats estratifiques de roques.

## Elements històrics
| « | "L'estratigrafia és el llibre de la història de la Terra" | » |

Els principis fonamentals de l'estratigrafia van ser destacats per Nicolaus Steno al segle xvii. Al segle següent, els geognostes wernerians Abraham Gottlob Werner, seguidors del neptunisme, van centrar els seus esforços en l'estudi de les capes, però van centrar la seva atenció en el seu ordre i la seva edat relativa, a costa de la seva disposició que seguia sent inexplicable al segle xviii. L'estudi de les formacions sedimentàries, que afloren a les conques terciàries (conques de Londres i París), va suposar l'establiment de les bases de l'estratigrafia moderna gràcies a l'obra d'Alcide d'Orbigny, pare de la bioestratigrafia i dels conceptes de sòl i estratotip (1852- 1854), i Charles Lyell, qui va establir el principi de l'uniformisme de James Hutton (1830-1833).

## Divisions de l'estratigrafia

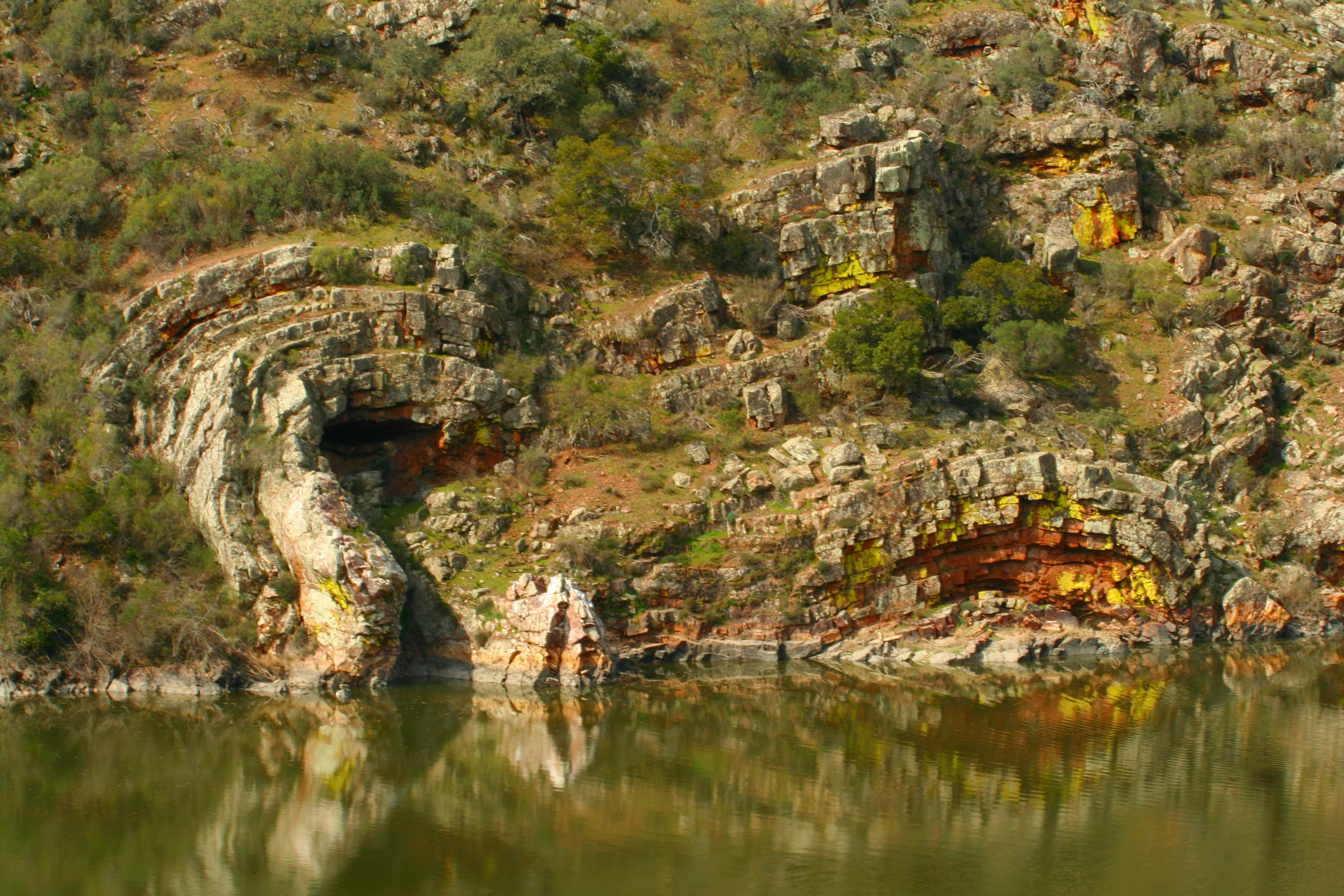
Deformació tectònica dels estrats quarcítics ordovícics del parc nacional de Monfragüe, Càceres, Espanya.

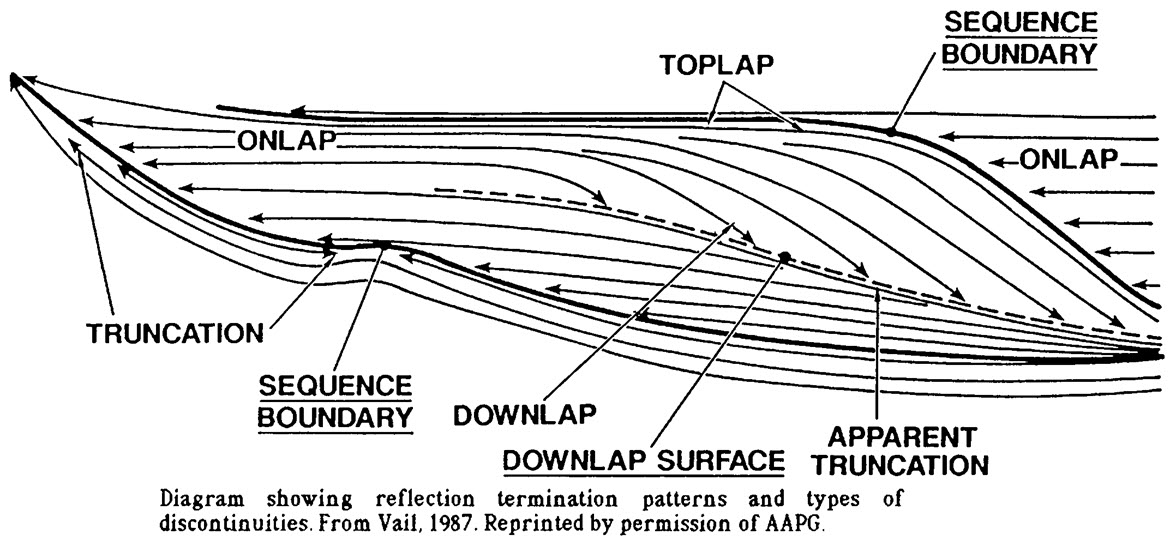
Model per a un conjunt d'estrats lligats genèticament i limitats per superfícies d'erosió o de no-sedimentació propi de l'estratigrafia seqüencial

L'estratigrafia es pot dividir en diferents àrees o camps especialitzats, tots interrelacionats entre si i amb altres ciències. Cadascuna d'aquestes divisions utilitza mètodes i tècniques particulars:
- Anàlisi de facies (sedimentàries).[8][9] Mètode sedimentològic fonamental que caracteritza i analitza les facies sedimentàries: cossos de roca o sediments amb característiques úniques en relació amb els amb els adjacents[10] que són resultat de l'ambient específic en què es van formar, per la qual cosa el seu estudi dóna pistes sobre les reconstruccions paleogoogràficoambientals. Les característiques úniques de les fàcies són per exemple: la composició, litologia i textura dels sediments; el seu contingut fossilífer, estructures sedimentàries; característiques totes que donen a cada facies sedimentària un aspecte particular i distintiu. Se n'estudien i s'analitzen les associacions, les variacions i la distribució, etc. És un camp d'intersecció amb la sedimentologia.
- Litoestratigrafia, encarregada de la caracterització litològica (composició i estructura) de les successions estratigràfiques i de la definició de unitats litoestratigràfiques, com les formacions.

La variació a les unitats de roca, que es mostra més òbviament quan les capes són diferenciables a simple vista, es deu principalment a contrastos físics en el tipus de roca (litologia). Aquesta variació pot ocórrer verticalment com a estratificació (estrats), o lateralment, i reflecteix canvis en els ambients de deposició, coneguts com a canvi lateral de fàcies. Aquestes variacions es reflecteixen a la litoestratigrafia de la unitat rocosa. Els conceptes clau en estratigrafia impliquen comprendre com sorgeixen certes relacions geomètriques entre capes i què impliquen aquestes geometries respecte del mitjà de dipòsit original.
La cicloestratigrafia documenta els canvis, sovint cíclics, a les fàcies, a les proporcions relatives de minerals (particularment carbonats), la mida dels grans, el gruix de les capes de sediments (per exemple varves) i la diversitat de fòssils amb el temps, relacionats amb canvis del règim tectònic, estacionals o de més llarg termini als paleoclimes.
- Bioestratigrafia, que estudia el contingut, successió i distribució del registre fòssil a les roques, en estreta relació amb la paleontologia. D'ella depenen les unitats bioestratigràfiques (biozones).
- Cronoestratigrafia, s'ocupa de l'ordenació relativa de les roques en el temps i de l'establiment de unitats cronoestratigràfiques. De la datació absoluta de les mateixes se n'ocupa la geocronometria, una branca de la geocronologia.

La cronoestratigrafia és la branca de l'estratigrafia que situa una edat absoluta, en lloc d'una edat relativa, en els estrats de les roques. La branca s'ocupa de derivar dades geocronològiques per a unitats de roca, tant directes com inferides, de manera que se'n pugui derivar una seqüència d'esdeveniments relatius al temps en què es van formar les roques. L'objectiu final de la cronoestratigrafia és ubicar dates a la seqüència de deposició de totes les roques dins d'una regió geològica, i després a cada regió, i per extensió proporcionar un registre geològic complet de la Terra.

La manca de registre d'un interval de temps dins d'una sèrie estratigràfica d'una àrea s'anomena llacuna estratigràfica o hiat. Això pot ser el resultat d'una interrupció en la deposició de sediments o pot ser degut a la seva eliminació per erosió abans de la deposició de les capes següents. S'anomena pausa perquè la declaració va estar en suspens durant un període. Una falla geològica pot provocar una pausa.
- Magnetoestratigrafia,[17] és una tècnica de correlació estratigràfica que estudia el registre dels canvis de polaritat del camp magnètic de la Terra a les roques, atesa la seva capacitat d'adquirir una magnetització romanent (remanència magnètica) paral·lela a la direcció del camp geomagnètic, present quan es formen. que almenys algunes han pogut ser datades mitjançant mètodes radiomètrics, és la base per a la construcció de l'escala de temps de polaritat geomagnètica: GPTS (de les sigles en anglès)[18] que és la base de la correlació magnetoestratigràfica. L'estudi del significat en aquest registre per conèixer les variacions del camp geomagnètic del passat de la Terra, i les tècniques per dur-lo a terme, és l'objecte d'estudi de la disciplina del paleomagnetisme.
- Quimioestratigrafia o estratigrafia química (Chemostratigraphy (anglès), és una tècnica de correlació estratigràfica que es basa les variacions químiques de certs elements, isòtops o relacions de proporció entre compostos químics clau, com la d'alguns òxids de cations selectes. Variacions que poden ser analitzades a les roques estratificades i que es presenten com a resultat de variacions paleoambientals globals o regionals pel que poden ser usats en correlacions.[19]

La quimioestratigrafia estudia els canvis en les proporcions relatives d'elements i oligoelements selectes i les relacions entre els seus isòtops dins i entre unitats litològiques. Les proporcions d'isòtops de carboni i oxigen varien amb el temps, i els investigadors poden utilitzar-les per detectar canvis subtils que van tenir lloc al paleoambient. Això ha portat al camp especialitzat de la estratigrafia isotòpica.
- Estratigrafia de seqüències és una branca de l'estratigrafia sedimentària que explica les successions d'estrats durant els cicles de canvis relatius del nivell del mar. Els paquets d'estrats relacionats deposicionalment entre si formen "paraseqüències" separades una de l'altra per superfícies d'erosió o discordances que corresponen als canvis d'equilibri entre l'aportació de sediments i l'espai disponible per acomodar-los. Cada paraseqüència, segons aquest equilibri, té un patró de sedimentació característic que pot ser progradant, agradant o retrogradant. La clau de l'aplicació d'aquesta perspectiva d'estudi és precisament la identificació de les superfícies d'erosió més grans que representen línies de temps com a màximes inundacions. Els cicles de canvis relatius del nivell del mar es divideixen en trams o tractes com: tractes del nivell del mar baixos, tractes de nivells de mar transgressius, tractes en què el nivell del mar es troba alt i tractes en què el nivell del mar baixa. Per a cada tracte hi ha determinats tipus de successions de "paraseqüències" que també poden ser identificats per la geometria de la seva distribució espacial, detectada moltes vegades mitjançant els registres de l'estratigrafia sísmica.[20][21]
- Anàlisi de conques és l'estudi global de les conques sedimentàries, integrant totes les dades sedimentològiques, estratigràfiques, tectòniques, petrogràfics, etc. És l'objectiu últim dels estudis estratigràfics i un dels de major transcendència econòmica per la seva aplicació en la prospecció de recursos naturals.

Sobre la base de les unitats bioestratigràfiques, cronoestratigràfiques i geocronomètriques s'estableixen les unitats geocronològiques, i el seu compendi integra l'escala temporal geològica, un altre dels objectius de l'estratigrafia.

## Principis de l'estratigrafia

Principi de la continuïtat lateral

1. Principi de la horizontalitat original. Nicolaus Steno (1666-1669) geòleg i anatomista danès.[22] Aquest és un axioma que estableix que les capes de sediments es dipositen originalment de forma horitzontal sota l'acció de la gravetat. S'aplica com una tècnica de datació relativa.
2. Principi de la superposició dels estrats. Proposat per Nicolaus Steno. És un axioma clau basat en observacions que estableix que les capes de sediments es dipositen en una seqüència temporal, en què les més antigues es troben en posició inferior a les més recents. S'aplica com una tècnica de datació relativa.
3. Principi de la continuïtat lateral dels estrats. Proposat per Nicolaus Steno. És un axioma de l'estratigrafia que indica que una mateixa capa es continua lateralment encara que es trobin interrompudes per accidents topogràfics a causa de l'erosió de part d'aquestes capes. S'aplica com a tècnica de datació relativa.
4. Principi de les relacions de tall i d'inclusió: Proposat originalment per Nicolaus Steno i publicat per Charles Lyell al seu llibre de Principis de geologia. Estableix que tot tret geològic que és tallat per un altre sempre és més antic que el tret que el talla i que tota roca que contingui elements d'una altra sempre és més moderna que l'element que conté. Així una falla o un dic és posterior a la roca afectada. En el cas d'una inclusió en una roca, la inclusió és més antiga que la roca on es troba, perquè necessitava haver existit abans que es formés la roca en què es va incloure. S'aplica com a tècnica de datació relativa.
5. Principi de l'uniformisme o uniformitarisme, també referit com a actualisme de l'anglès: actualism. Proposat inicialment pel geòleg i naturalista escocès James Hutton (1726-1797) amb la seva cèlebre frase «el present és la clau del passat». Principi posteriorment publicat pel geòleg britànic Charles Lyell al seu llibre de Principis de geologia. El significat aquest principi, avui dia, és que les lleis físiques i químiques que regeixen els processos geològics actualment han estat les mateixes en el passat de la història de la Terra.
6. Principi de successió faunística o de la correlació. Proposat pel geòleg anglès William Smith en 1815 amb la publicació del primer mapa geològic (1815), per a la realització del qual va aplicar aquest principi. Estableix que el contingut fòssil de les roques sedimentàries varia verticalment en un determinat ordre i que cada conjunt es pot identificar lateralment a distàncies considerables, a causa de la naturalesa contínua i irreversible de l'evolució biològica. De la mateixa manera les capes que contenen fòssils pertanyents als mateixos taxons, encara que siguin de diferent litologia, seran de la mateixa edat. S'aplica com a tècnica de datació relativa.

## Generalitats[23]

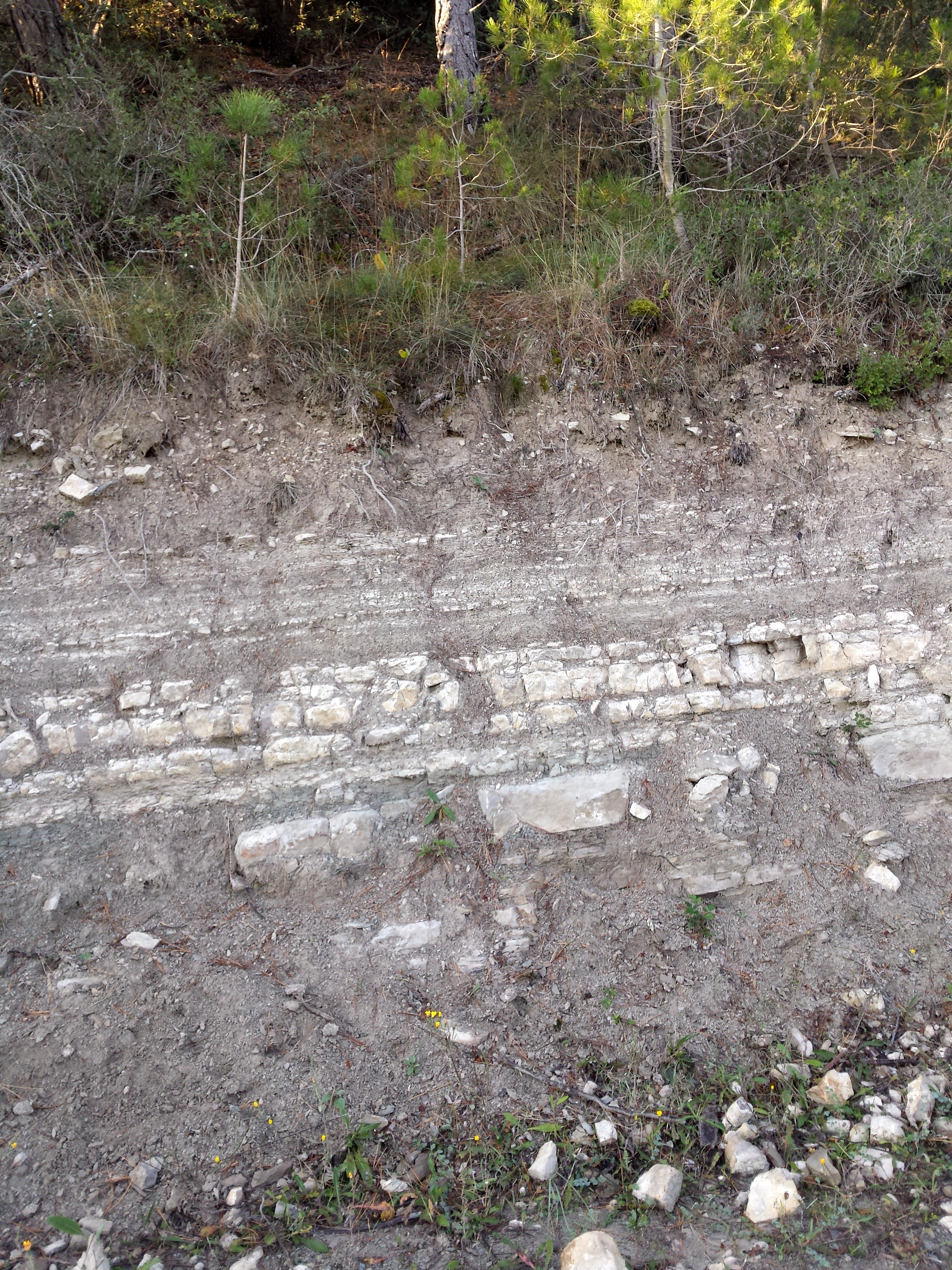
Seqüència estratigràfica (successió d'estrats) en un tall d'uns dos metres de fondària de la Serra de Castelltallat

- Estratificació és la disposició en capes paral·leles de les roques sedimentàries.[24]
- Estrat és cadascuna de les capes de què consta una formació de roques estratificades.[25]
- Sostre de l'estrat és la seva superfície superior.[26]
- Base de l'estrat és la seva superfície inferior.
- Seqüència estratigràfica és una successió d'estrats.
- Sèrie estratigràfica és una successió d'estrats amb continuïtat en el temps i separada d'altres sèries per una discontinuïtat estratigràfica.
- Buit estratigràfic és un període en el qual no es produeix estratificació.

## Datació dels estrats

### Relativa
Ordena els estrats i esdeveniments en una seqüència segons la seva antiguitat.
Es fonamenta en els principis bàsics de l'estratigrafia: 
- Principi de l'horitzontalitat original: els estrats es dipositen de forma horitzontal i romanen horitzontals si no actua cap força sobre aquests.
- Principi de la continuïtat lateral: un estrat té la mateixa edat al llarg de tota la seva extensió.
- Principi de la superposició: si sobre una seqüència estratigràfica no s'ha exercit cap força, l'estrat més antic se situa en la part inferior i el més modern, en la superior.
- Principi de l'uniformisme: les lleis que regeixen els processos geològics han estat les mateixes en tota la història de la Terra.
- Principi de l'actualisme: els processos geològics actuals són els mateixos que actuaven en el passat i produeixen els mateixos efectes que llavors.
- Principi de la successió faunística o de la correlació: els estrats que es van dipositar en diferents èpoques geològiques contenen diferents fòssils. Exemple: els trilobits corresponen a l'era primària; els ammonits, a la secundària; i els nummulits, a la terciària.
- Principi de la successió d'esdeveniments: qualsevol esdeveniment geològic és posterior a les roques i processos afectats per aquest.

### Absoluta
Permet trobar l'edat d'un estrat o esdeveniment geològic determinat, pels mètodes: 
- Biològics: analitzen ritmes biològics que segueixen intervals regulars de temps en el seu desenvolupament (els anells dels arbres i les estries dels coralls).
- Sedimentològics: analitzen els dipòsits de sediments que segueixen intervals regulars de temps. Exemple: les varves glacials són sediments en el fons dels llacs glacials. A l'hivern, es diposita un sediment prim i fosc; i a l'estiu, un de gruixut i clar. Així, cada parella de capes correspon a un any.
- Radiomètrics: es basen en el període de semidesintegració dels elements radioactius; aquests transformen en aquest període la meitat de la seva massa en elements no radioactius. Així, conegut el període de semidesintegració d'un element radioactiu contingut en un estrat i el percentatge de l'element radioactiu que s'ha desintegrat, es pot datar l'estrat o l'esdeveniment.

## Accidents en els talls estratigràfics
- Plec
- Falla
- Diàclasi

### Inversió estratigràfica
Consisteix en la formació d'un plec inclinat fins a tal punt que, en alguna part del tall estratigràfic, els estrats més antics es troben disposats sobre els més moderns.

### Discontinuïtat estratigràfica
És la separació entre dues sèries estratigràfiques, deguda a l'existència d'un buit estratigràfic. Hi ha diversos tipus: 
- Discordança angular: la sèrie antiga es troba plegada, de manera que forma un angle amb la sèrie moderna.[27]
- Discordança erosiva o disconformitat: la sèrie antiga es troba erosionada en la seva part superior, i sobre aquesta s'ha dipositat la sèrie moderna, amb la qual cosa les dues sèries estan separades per una superfície irregular.
- Inconformitat: la sèrie estratigràfica està dipositada sobre un material no estratificat (roques metamòrfiques o ígnies).[28]
- Paraconformitat: la separació entre les dues sèries estratigràfiques és horitzontal i, per tant, no es distingeix de la separació normal entre dos estrats.[29]